# Новомосковський трубний завод
Новомосковський трубний завод (НМТЗ) — найбільший в південно-східній частині Європи виробник та постачальник сталевих електрозварювальних труб різного діаметру та призначення, заснований в 1935 році. Завод розташований в місті Самар, в 20 км від індустріального центру України — міста Дніпра.

## Історії
- 1935 р. — завершено будівництво Новомосковського жерстекатального заводу, розпочато випуск листового прокату.
- 1937 р. — введено в експлуатацію цех широкого вжитку (згодом –  цех оцинкованого посуду).
- 1943—1947 рр. — післявоєнна реконструкція завод.
- 1951 р. — введено в експлуатацію прокатний стан № 1, початок роботи лудильно-оцинковочного цеху.
- 1957 р. — підприємство перейменовано в Новомосковський металургійний завод.
- 1961 р. — введено в експлуатацію трубоелектрозварювальний цех № 1.
- 1965 р. — розпочав роботу трубоелектрозварювальний цех № 2.
- 1972 р. — підприємство перейменовано в Новомосковський трубний завод, з'являється всім відома абревіатура НМТЗ.
- 1983 р. — введено в експлуатацію трубоелектрозварювальний цех № 3.
- 1996 р. — завершено процес приватизації підприємства.
- 2007 р. — підприємство перейменовано у ВАТ «ІНТЕРПАЙП НОВОМОСКОВСЬКИЙ ТРУБНИЙ ЗАВОД».
- 2007—2009 рр. — реалізовано комплексну програму модернізації підприємства.
- 2008 р. — введено в експлуатацію ділянку полімерного покриття труб.
- 2010 р. — ювілей НМТЗ — завод відзначає своє 75-річчя. У світ виходять книга та фільм «ІНТЕРПАЙП НОВОМОСКОВСЬКИЙ ТРУБНИЙ ЗАВОД — 75 років».

## Виробничі потужності
1. Три цехи з виробництва електрозварювальних труб, оснащених наступними станами:
стан «1020» з випуску труб діаметром 1020 (1016)мм методом електродугової зварки під шаром флюсу. Труби використовуються для будівництва магістральних нафтопроводів, паропроводів, водопроводів, каналізації, різних будівельних металоконструкцій;
стан «159-529» з випуску труб діаметром від 152 до 530 мм методом високочастотної зварки. Труби використовуються для спорудження нафтопролводів, паропроводів, конструкцій різного призначення, транспортування нафтопродуктів, технологічних і промислових трубопроводів, водопроводів.
2. Шість трубоелектрозварювальних станів «20-76» з випуску нержавіючих труб діаметром 20-80 мм методом плазменної зварки, які використовуються в харчовій, хімічній промисловості, в машинобудуванні
3. Три стани «20-76» з випуску вуглецевих труб діаметром від 20 до114 мм, які використовуються для водо — та газопроводів і конструкцій різного призначення, а також з випуску профільних труб. В цеху є стан для холодного волочіння труб, для виробництва нержавіючих та вуглецевих холоднодеформованих електрозварних труб
4. Цех з виробництва зварювальних флюсів та емелевих фритт
5. Три цехи з виробництва товарів народного споживання:
емалевого посуду;
оцинкованого посуду;
червоної цегли.

## Діяльність
Емалевий посуд, який виробляється на заводі призначений для приготування їжі, зберігання та перенесення харчових продуктів, сервіровки столу, санітарно — гігієнічних та інших господарських потреб.
Посуд виготовляється із сталевого високоякісного прокату і в залежності від кольору емалі та використовуємих деколей ділиться на п'ять груп:
- 1 група — емальований посуд без деколі
- 2 група — емальований посуд з деколлю
- 3 група — емальований посуд з деколлю та підпиленням
- 4 група — емальований посуд з подвійним шаром емалювання та деколлю (використовується червона, коричнева, чорна силікатна емаль)
- 5 група — високохудожній емальований посуд з подвійним шаром емалювання та деколлю (використовується синя, блакитна емаль, а також підпилення різних кольорів).

Гнучка система розробки та виготовлення технічної оснастки дозволяють оперативно змінювати номенклатуру виробів та використовуємих деколей за бажанням крупних споживачів.
Тільки за останній час емальований посуд виробництва заводу експортувався в Німеччину, Чехію, Грецію, Болгарію, Російську Федерацію, Туркменістан, Азербайджан, Узбекистан, Молдову, Білорусь, Балтійські держави та Африку.
Сучасні технології та обладнання, система контролю якості випробувань продукції забезпечують поставку труб з вуглецевих, низьколегованих марок сталей по стандартам і технічним умовам споживачів СНД, а також міжнародним стандартам DIN, API 5L, ASTM.
На заводі існує Система Якості, сертифікована Держстандартом України на відповідність вимогам стандарту ДСТУ ISO-9002. Вся продукція заводу сертифікована в системі обов'язкової сертифікації Держстандарту України та Росії.
В системі добровільної сертифікації одержано сертифікат американського нафтового інституту API 5L на труби діаметром 1016 мм та труби 168—323,9 мм, є ліцензія на право використання монограми API 5L на ці труби.
Висока якість труб, їх надійність та довговічність дозволяють успішно конкурувати з виробниками цієї продукції на світовому ринку і постійно розширювати географію поставок. Споживачами продукції заводу є провідні підприємства нафтової та газової промисловості України, Росії, Туркменістану, Казахстану. Труби заводу активно використовувались при будівництві газопроводів «Дружба», нафтопроводів в Сибіру, Туркменістані.
Закордонними партнерами є компанії США, Нідерландів, Італії, Німеччини, Польщі, країни Балтії

## Науково–технічний потенціал
- центральна заводська лабораторію, до складу якої входить 8 спеціалізованих дослідницьких і випробувальних лабораторій;
- служба технічного контролю якості випускаємої продукції візуальними, інструментальними та неруйнівними методами

## Керівництво
- Антипов Юрій Миколайович